# Bagheria
Bagaria (català) Baarìa (sicilià) Bagheria (italià) és un municipi italià, situat a la regió de Sicília i a la ciutat metropolitana de Palerm. L'any 2018 tenia 55.047 habitants. Limita amb els municipis de Ficarazzi, Misilmeri i Santa Flavia.
( I Baviera, com es diu Baviera en català?
I París? )

## Administració
| Període | Identitat        | Partit         |
| ------- | ---------------- | -------------- |
| 2006-   | Biagio Sciortino | Centreesquerra |